# Cedalion

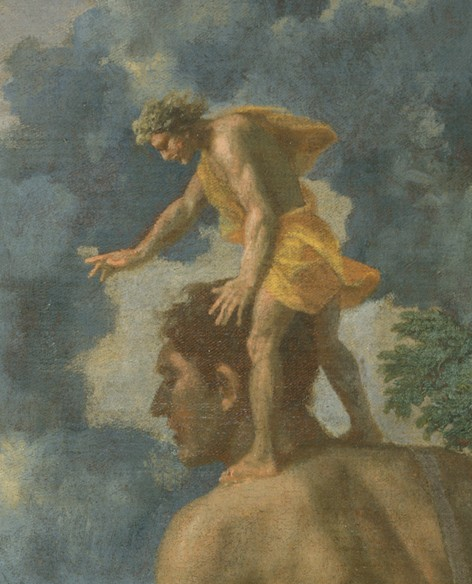
Cedalion cocoţat pe umerii lui Orion, detaliu al tabloului Orion orb căutând Soarele de Nicolas Poussin, 1658

În mitologia greacă, Cedalion (în greaca veche Κηδαλίων /  Kêdalíôn) este un fierar care l-ar fi învățat pe Hefaistos arta prelucrării metalelor.
Potrivit mitului, Celdalion l-a ajutat pe Orion să-și recapete vederea ghidându-l, așezat fiind pe umerii acestuia. Sofocle a scris o dramă satirică pe acest subiect întitulată Cedalion, astăzi pierdută.

## Sursă
- Pierre Grimal, Dictionnaire de la mythologie grecque et romaine, Paris, Presses universitaires de France, coll. « Grands dictionnaires », 1999 (1re édition 1951) (ISBN 2-13-050359-4), p. 83 a.